# Ireligija u Njemačkoj
Ireligija u Njemačkoj prisutna je uglavnom na istoku države. Ukupno gledano, Njemačka je jedna od najmanje religioznih zemalja na svijetu.
Istočna Njemačka daleko je najmanje religiozna regija na svijetu. Ateizam je prihvaćen od strane mladih i starih, iako više kod mladih Nijemaca. Jedno istraživanje u rujnu 2012. nije uspjelo pronaći niti jednu osobu mlađu od 28 godina koja je sigurna da Bog postoji. Objašnjenje za to, popularno u drugim regijama je agresivna državna ateistička politika bivše Njemačke Demokratske Republike i Partije socijalističkog jedinstva Njemačke. Međutim, agresivni ateizam postojao je samo prvih nekoliko godina. Nakon toga, država je omogućila Crkvama da imaju relativno visoku razinu autonomije. Velik broj ateista ne postoji u zapadnoj Njemačkoj, drugim europskim zemljama koje imaju povijest državnog komunizma i u Sjevernoj Europi općenito. Drugo objašnjenje mogao bi biti sekularizacijski trend koji datira iz kasne Pruske i Weimarske Republike koji je bila najjači u Tiringiji i Saskoj, kao i kasni dolazak kršćanstva u regiju nasuprot južnoj Europi, gdje je bio državna religija odkasne antike.
Kršćanstvo je još uvijek značajno prisutno u zapadnoj Njemačkoj, iako većina stanovništva u sjevernim državama Hamburgu, Bremenu i Schleswig-Holsteinu nisu registrirani članovi glavnih katoličkih i protestantskih crkava.